# مارک هاگز (بازیکن فوتبال، زاده ۱۹۸۶)
مارک هاگز (انگلیسی: Mark Hughes؛ زادهٔ ۹ دسامبر ۱۹۸۶ بازیکن فوتبال اهل بریتانیا است.
از باشگاه‌هایی که در آن بازی کرده‌است می‌توان به باشگاه فوتبال نورث‌همپتون تاون، باشگاه فوتبال بری، باشگاه فوتبال والسال، باشگاه فوتبال آکرینگتون استنلی، باشگاه فوتبال مورکم، باشگاه فوتبال استوک‌پورت کانتی، باشگاه فوتبال استیونج، و باشگاه فوتبال اورتون اشاره کرد.